# Janusz Symonides

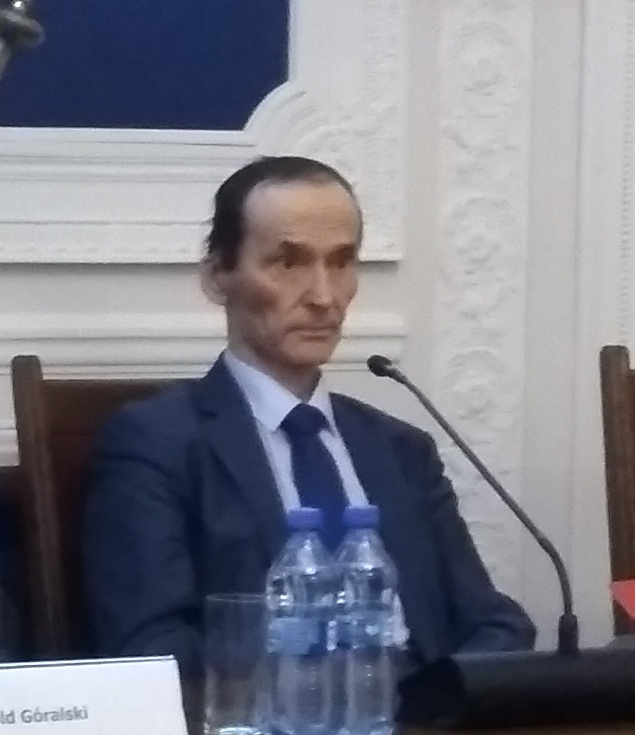
J. Symonides (2019)

Janusz Ignacy Symonides (* 5. März 1938 in Brest, Belarus; † 23. April 2020 in Warschau) war ein Jurist und Diplomat und Professor für Völkerrecht an der Universität Warschau.

## Leben
Symonides absolvierte die diplomatische Ausbildung in Warschau, die er 1959 abschloss. Hieran schloss sich ein Promotionsstudium an der Nikolaus-Kopernikus-Universität Toruń, wo er 1963 zum Doktor der Rechte promoviert wurde. Nach seiner Habilitation an der Adam-Mickiewicz-Universität Posen erhielt Symonides 1968 die Lehrbefugnis für Völkerrecht. Es folgte zwischen 1969 und 1973 eine Anstellung in der Verwaltung der Nikolaus-Kopernikus-Universität Toruń, zuletzt als Direktor des Instituts für Verfassungsrecht. 1973 wechselte er zunächst als stellvertretender Direktor an das Polnische Institut für internationale Angelegenheiten in Warschau, dessen Leitung er von 1980 bis 1987 innehatte. In dieser Zeit trat Symonides auch zum ersten Mal auf internationaler Ebene in Erscheinung. So gehörte er von 1974 bis 1987 der polnischen Delegation bei der 3. UN-Seerechtskonferenz an. 1987 wechselte er an das Institute for East West Security Studies in New York City, wo er zwei Jahre tätig war.
Dann trat er eine Stelle bei der UNESCO an und leitete dort bis 2000 die Abteilung Menschenrecht, Frieden, Demokratie und Toleranz. Neben dieser Tätigkeit nahm Symonides zahlreiche Gastprofessuren, unter anderem in Paris, Genf und an der Haager Akademie für Völkerrecht. Symonides beriet auch die Regierung seines Heimatlandes in unterschiedlichen Funktionen. So ist er etwa seit 2001 stellvertretender Leiter der polnischen Wahlkommission und gehört seit 2002 einem Beratergremium des polnischen Außenministers an. Seit 2005 gehört Symonides auch dem Ständigen Schiedshof in Den Haag an. Am 10. Januar 2014 wurde er zum Mitglied eines fünfköpfigen Schiedsgerichts im Rahmen des Seerechtsübereinkommens berufen. Zusammen mit Thomas Aboagye Mensah, Henry Burmester, Alfred Soons und Alberto Székely soll den Streit zwischen den Niederlanden und Russland über die Vorkommnisse auf dem Forschungsschiff Arctic Sunrise Ende 2013 schlichten.

## Mitgliedschaften und Auszeichnungen
Symonides gehörte der International Law Association und der International Peace Research Association an. Zudem war er Mitherausgeber und Berater mehrerer rechtswissenschaftlicher Fachzeitschriften. Die University of Windsor, Ontario verlieh ihm die Ehrendoktorwürde. Er wurde als Kommandeur in den Orden Polonia Restituta aufgenommen.

## Publikationen (Auswahl)
- The new law of the sea. Polish Institute of International Affaires, Warschau 1988.
- Human Rights: international protection, monitoring, enforcement. Ashgate u. a., Aldershot u. a. 2003, ISBN 0-7546-2302-5.
- A guide to Human Rights: institutions, standards, procedures. UNESCO Publ., Paris 2003, ISBN 92-3-103928-8.